# Symphypyga obsoleta
Symphypyga obsoleta är en insektsart som beskrevs av Haupt 1917. Symphypyga obsoleta ingår i släktet Symphypyga och familjen dvärgstritar. Utöver nominatformen finns också underarten S. o. infuscata.